# Deng Xiaoping
Deng Xiaoping ([tɤŋ˥˩ ɕjɑʊ˩ pʰiŋ˧˥] wymowaⓘ; ur. 22 sierpnia 1904, zm. 19 lutego 1997) – polityk chiński i mąż stanu. W okresie od 1978 do 1989 roku faktyczny przywódca Chińskiej Republiki Ludowej, inicjator reform społeczno-gospodarczych oraz otwarcia Chin na świat. Jeden z najważniejszych polityków w XX-wiecznej historii Chin.
Człowiek Roku 1978 i 1985 według magazynu Time.

## Dzieciństwo i młodość
Urodził się jako Deng Xiansheng (chiń. upr. 邓先圣; chiń. trad. 鄧先聖) 22 sierpnia 1904 we wsi Paifang, położonej w gminie Xiexing w powiecie Guang’an na terenie prowincji Syczuan. Jego ojciec Deng Wenming był prawnikiem, matka Xianshenga wcześnie zmarła. Xiansheng był najstarszym z szóstki rodzeństwa, miał trzech braci i dwie siostry.
W wieku 5 lat poszedł do szkoły i otrzymał wówczas nowe imię, Deng Xixian (chiń. upr. 邓希贤; chiń. trad. 鄧希賢). Po ukończeniu szkoły podstawowej dostał się w drodze konkursu do powiatowej szkoły średniej. Po jej ukończeniu jesienią 1919, rozpoczął w Chongqing kursy przygotowawcze dla chętnych do wyjazdu na studia we Francji.
Podczas nauki w Chongqing po raz pierwszy zetknął się z działalnością polityczną związaną z Ruchem 4 Maja. Deng nawiązał znajomości z członkami Ruchu, brał także udział w wiecach i bojkocie japońskich towarów. Po ukończeniu kursu we wrześniu 1920 wyjechał na studia do Francji. 19 października, po prawie czterdziestodniowej podróży statkiem, dotarł do portu w Marsylii.

## Pobyt we Francji i w ZSRR
Deng studiował we Francji jedynie kilka miesięcy, po czym zmuszony ciężką sytuacją finansową zrezygnował z nauki i podjął pracę w fabryce. Podczas studiów poznał również studiujących we Francji Chińczyków m.in. Zhou Enlaia i Zhao Shiyana, pod wpływem których zainteresował się marksizmem. W 1922 roku wstąpił w Paryżu do Chińskiej Ligi Młodzieży Komunistycznej, następnie w 1924 roku został członkiem Komunistycznej Partii Chin.
W 1926 roku opuścił Francję i udał się do ZSRR, gdzie studiował najpierw na Uniwersytecie Narodów Wschodu, następnie na Uniwersytecie im. Sun Jat-sena w Moskwie.

## Powrót do Chin i początek działalności politycznej
Wiosną 1927 roku Deng po powrocie do Chin został wysłany przez władze KPCh do Xi’anu jako naczelnik wydziału politycznego i instruktor polityczny, a także sekretarz szkolnej organizacji KPCh na komunistycznej Akademii Sun Jat-sena. Wkrótce potem doszło do zerwania współpracy między KPCh a Kuomintangiem, na skutek czego na przełomie czerwca i lipca 1927 roku Denga wysłano do Hankou. Komunistyczna Partia Chin zeszła do podziemia, zaś jej działacze byli prześladowani przez rządzący Kuomintang. W tym okresie Deng przyjął nowe imię – Deng Xiaoping. Pod koniec 1927 roku wraz z przeniesieniem naczelnych struktur KPCh Deng przeprowadził się do Szanghaju.

## Walka rewolucyjna
Latem 1929 roku Deng skierowany został do prowincji Kuangsi, gdzie działając pod przybranym imieniem Deng Bin w październiku tego samego roku zorganizował wybuch powstania w Baise i utworzył VII Korpus Robotniczo-Chłopskiej Chińskiej Armii Czerwonej. W lutym 1930 zorganizował kolejne powstanie w Longzhou i VIII Korpus. Deng nie brał bezpośredniego udziału w tych dwóch powstaniach. Latem 1931 skierowany został do głównej kwatery zbrojnej KPCh w prowincji Jiangxi, gdzie stanął na czele partyjnego komitetu propagandy. Ciąg awansów Denga przerwała działalność członków lewicowego skrzydła partii, którzy doprowadzili w maju 1933 do odwołania go z pełnionych funkcji. Otrzymał także naganę partyjną i został skierowany do pracy w strukturach terenowych. Dzięki wstawiennictwu Wang Jiaxianga, Deng został niedługo potem przeniesiony na stanowisko kierownicze do Głównego Zarządu Politycznego Armii Czerwonej, został także redaktorem naczelnym jednej z partyjnych gazet.
Od października 1934 do października 1935 roku uczestniczył w Długim Marszu. W jego trakcie wziął udział w posiedzeniu Biura Politycznego w Zunyi w styczniu 1935 roku, które doprowadziło do reformy struktur KPCh i oddało kierownictwo partyjne w ręce Mao Zedonga. Po zakończeniu Wielkiego Marszu, Deng nadal pracował w strukturach propagandowych chińskiej Armii Czerwonej.

## Wojna z Japonią i wojna domowa
Po wybuchu wojny chińsko-japońskiej w 1937 roku Deng został skierowany jako komisarz polityczny do 129 dywizji VIII Armii pod dowództwem Liu Bochenga. Liu z Dengiem przeprowadzili armię w położone na tyłach japońskich góry Taihang Shan, gdzie do końca wojny dowodzili bazą oporu i organizowali oddziały partyzanckie wśród ludności cywilnej. W czasie wojny Deng ponownie awansował, w 1943 roku otrzymał stanowisko sekretarza w strukturach KPCh na Chiny Północne, zaś w czerwcu 1945 został wybrany na członka Komitetu Centralnego.

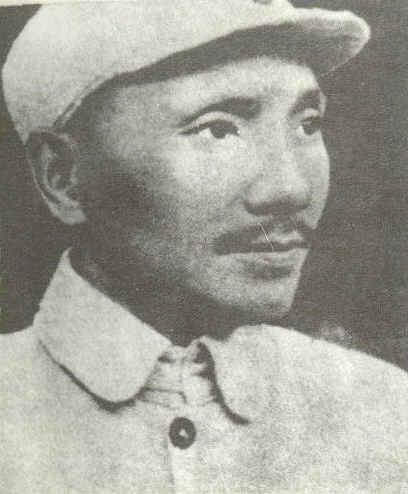
Deng w 1941

Po kapitulacji Japonii, 120-tysięczna armia pod dowództwem Liu i Denga ruszyła do natarcia na siły Kuomintangu forsując w lipcu 1947 roku rzekę Huang He i docierając w region Dabie Shan. W listopadzie 1948 Deng był jednym ze współdowodzących siłami komunistycznymi podczas przełomowej kampanii huaihaiskiej, zaś w kwietniu 1949 podczas forsowania Jangcy, które doprowadziły do klęski Kuomintangu w południowo-zachodnich Chinach.

## Pierwsze lata ChRL
Po utworzeniu Chińskiej Republiki Ludowej 1 października 1949, Deng został sekretarzem Biura KPCh na Chiny Południowo-Zachodnie, gdzie tłumił resztki kuomintangowskiego oporu, organizował organy nowej władzy i wdrażał reformę rolną. Za jego kadencji wybudowano kolej z Chengdu do Chongqingu.
W lipcu 1952 roku Deng został wezwany do Pekinu, gdzie w następnych latach zajmował wiele wysokich stanowisk partyjno-państwowych, m.in. wicepremiera. Pozycja Denga w partii wzrosła po 1962 roku w wyniku klęski polityki wielkiego skoku, którego Deng był przeciwnikiem. Likwidacja komun ludowych i reformy na wsi przysporzyły Dengowi wielu zwolenników w chińskim społeczeństwie.
W 1956 roku objął reaktywowane po 13 latach stanowisko sekretarza generalnego Komunistycznej Partii Chin, które zajmował aż do jego ponownej likwidacji wraz z początkiem rewolucji kulturalnej w 1966 roku.

## Rewolucja kulturalna
Po rozpoczęciu przez Mao Zedonga rewolucji kulturalnej w 1966 roku, Deng został poddany krytyce i pozbawiony wszystkich stanowisk. W październiku 1969 roku został zesłany do powiatu Xinjian w prowincji Jiangxi, gdzie nakazano mu pracę w charakterze ślusarza w fabryce traktorów.
Po nieudanym spisku Lin Biao, dzięki wstawiennictwu Zhou Enlaia, Mao pozwolił powrócić Dengowi w 1972 roku do Pekinu. Na X zjeździe KPCh w 1973 Deng ponownie otrzymał stanowisko wicepremiera, zaś po hospitalizacji Zhou Enlaia w styczniu 1975 objął m.in. stanowisko Szefa Sztabu Generalnego przejmując faktycznie ster rządów nad państwem. Deng rozpoczął wówczas działania mające na celu przywrócenie spokoju w państwie. Wraz z umocnieniem się bandy czworga na początku 1976 roku rozpętana została powszechna kampania przeciwko Dengowi. Po śmierci Zhou Enlaia 8 stycznia 1976, Deng został ponownie poddany krytyce i usunięty z zajmowanych stanowisk.

## Rehabilitacja
Po śmierci Mao Zedonga 9 września 1976 ster rządów przejął Hua Guofeng, który miesiąc później doprowadził do aresztowania członków bandy czworga. Kierownictwo KPCh zdecydowało się na przeprowadzenie reform po chaosie i zniszczeniach rewolucji kulturalnej, zaś za jedyną osobę zdolną do poprowadzenia państwa uznano cieszącego się olbrzymim zaufaniem społecznym Denga. Na III Plenum KC KPCh dziesiątej kadencji w lipcu 1977 roku dokonano oficjalnej rehabilitacji Denga i przywrócono go na wszystkie stanowiska, z których uprzednio został usunięty. W marcu 1978 roku Deng został wybrany przewodniczącym Ludowej Politycznej Konferencji Konsultatywnej Chin.

## Droga do reform

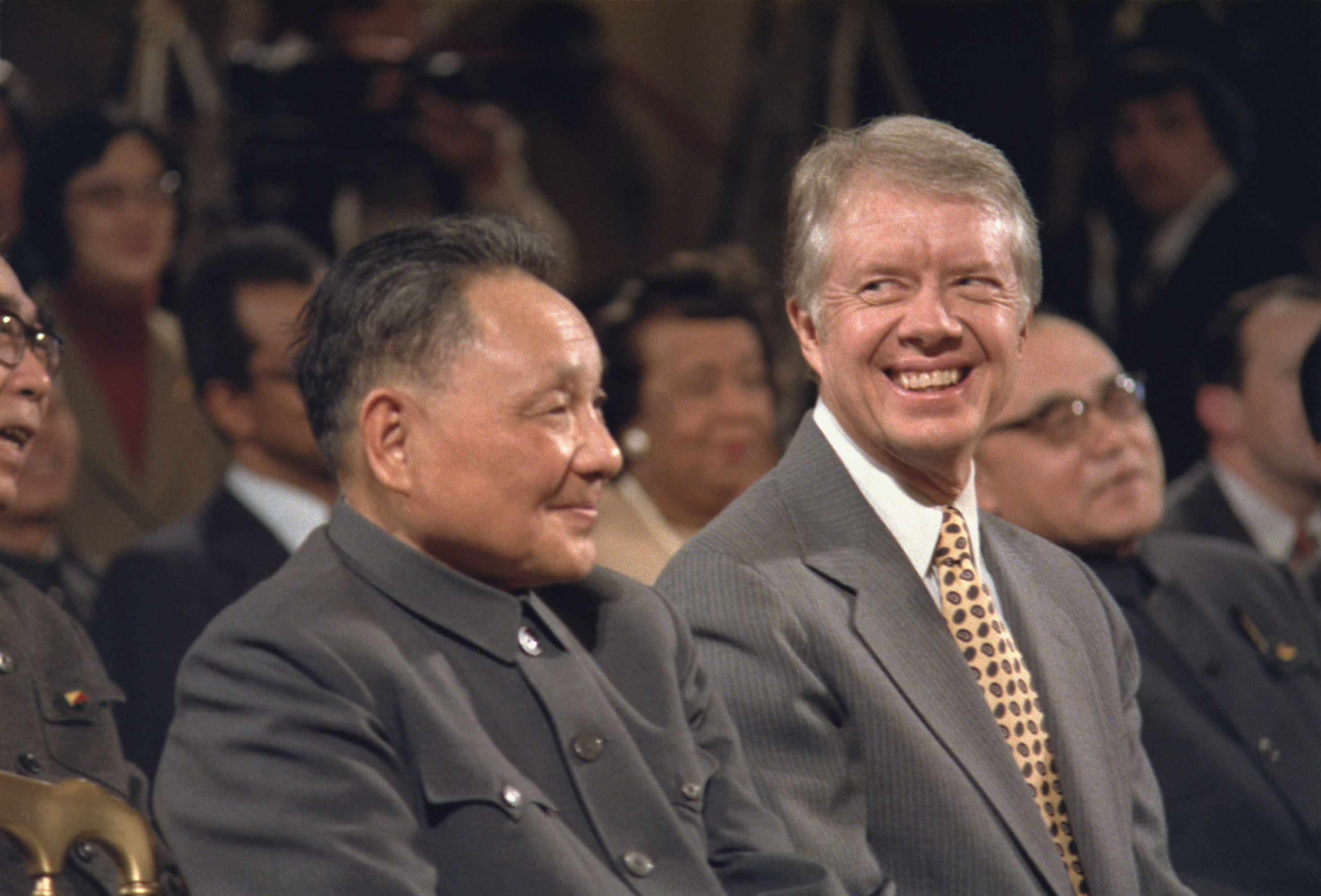
Deng Xiaoping z Jimmym Carterem, 1979

Momentem przełomowym w karierze Denga i w historii Chin było posiedzenie III Plenum KC KPCh jedenastej kadencji w grudniu 1978 roku. Partia przyjęła zaproponowany przez Denga nowy kurs, w którym położono nacisk na reformy gospodarcze i otwarcie Chin na świat.
W 1981 roku z inicjatywy Denga partia potępiła rewolucję kulturalną i poddała krytycznej ocenie dorobek Mao Zedonga. W tym samym roku rozpoczęto proces reform gospodarczych i modernizacji kraju zgodnie z zaproponowanym przez Denga modelem socjalizmu o chińskiej specyfice. Na wybrzeżu Chin wydzielone zostały specjalne strefy ekonomiczne otwarte dla zachodniego kapitału. Rozpoczęto kształcenie nowoczesnej kadry naukowo-technologicznej oraz biznesowej. W 1984 roku przeprowadzona została reforma rolna, która zlikwidowała kolektywny system na wsi. Rozpoczęto stopniowe wprowadzanie w Chinach gospodarki rynkowej. Otwarta została droga dla sektora prywatnego w gospodarce, zreorganizowano także metody zarządzania sektorem państwowym.
Częścią reform było również otwarcie Chin na świat. Chiny, dotychczas izolujące się, stały się aktywnym graczem na arenie międzynarodowej. Zacieśniona została współpraca ze Stanami Zjednoczonymi, zaczęto też ściągać do kraju międzynarodowy kapitał. Deng sformułował także zasadę jeden kraj, dwa systemy, która stała się kluczem do uregulowania sprawy Hongkongu i Makau. Na mocy zawartych porozumień oba terytoria miały zostać włączone do ChRL, zachowując szeroką autonomię ustrojową i gospodarczą.
Wraz z reformami gospodarczymi rozpoczęto ograniczoną reformę systemu politycznego. Z inicjatywy Denga wprowadzono kadencyjność stanowisk partyjno-państwowych, odmłodzono kadrę i zmniejszono biurokrację. Zwiększono rolę samorządów. Ostrożnie zwiększano swobody obywatelskie, bezwzględnie rozprawiając się jednak z silniejszymi dążeniami demokratycznymi, np. z zamieszkami studenckimi w 1986.

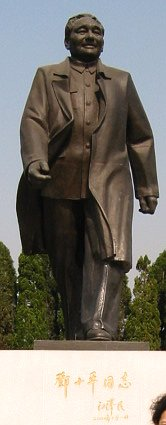
Pomnik Deng Xiaopinga w Shenzhen

## Emerytura polityczna i śmierć
Deng, jako gorący orędownik kadencyjności władzy i odmłodzenia kadry, na XIII zjeździe KPCh w listopadzie 1987 roku zrezygnował ze wszystkich zajmowanych przez siebie stanowisk zatrzymując jedynie funkcję przewodniczącego Centralnej Komisji Wojskowej.
Wiosną 1989 roku Deng opowiedział się za siłowym rozwiązaniem konfliktu w partii i stłumieniem prodemokratycznych i proliberalnych protestów społecznych, co doprowadziło po śmierci Hu Yaobanga do odsunięcia Zhao Ziyanga oraz wprowadzenia czołgów na Plac Niebiańskiego Spokoju w dniu 4 czerwca 1989. Wydarzenia te doprowadziły do czasowego przejęcia kierownictwa w KPCh przez „twardogłowych” i zatrzymania zainicjowanych przez Denga reform.
Na V Plenum KC KPCh w listopadzie 1989 Deng zrezygnował z funkcji przewodniczącego Centralnej Komisji Wojskowej, przechodząc na emeryturę.
Pomimo wycofania się z życia politycznego Deng zachował zakulisowy wpływ na sprawy państwowe. W 1992 roku odbył podróż na południe, wizytując Kanton, Shenzhen, Zhuhai i Szanghaj. Podczas podróży w licznych wystąpieniach pochwalił przeprowadzone reformy i wielokrotnie nawoływał do zintensyfikowania procesu urynkowienia gospodarki i reform. Dzięki odbytym przez Denga spotkaniom na XIV zjeździe KPCh w październiku 1992 roku odsunięto „twardogłowych” i wybrano nowe władze z Jiang Zeminem na czele, co w konsekwencji spowodowało wznowienie i przyspieszenie reform.
Deng ostatni raz publicznie wystąpił w telewizji w lutym 1994 roku podtrzymywany przez córkę. Na starość stracił słuch i cierpiał na zaburzenia mowy. Jego ostatnie zdjęcie zrobione 1 października 1994 opublikowane zostało w lutym 1995.
Deng Xiaoping zmarł 19 lutego 1997 roku w wieku dziewięćdziesięciu dwóch lat.

## Życie prywatne
Pierwszą żoną Denga była koleżanka ze studiów w Moskwie. Urodziła ich córkę. Matka i dziecko wkrótce po porodzie zmarły. Druga żona, Jin Weiying, opuściła Denga po atakach politycznych w 1933. Trzecią żonę, Zhuo Lin, poślubił w 1939 roku i pozostał z nią do końca życia. Urodziła trzy ich córki – Deng Lin, Deng Nan i Deng Rong oraz dwóch synów – Deng Pufanga i Deng Zhifanga. Deng Pufang od roku 1968 jest osobą niepełnosprawną, po tym, jak hunwejbini wyrzucili go przez okno z czwartego piętra.
Deng był miłośnikiem brydża i pływania, a także zapalonym kibicem piłkarskim. Był nałogowym palaczem i palił papierosy nawet podczas oficjalnych spotkań państwowych.